# Alekséi Sultánov
Alekséi Faizuláyevich Sultánov. Алексе́й Файзулла́евич Султа́нов (Taskent, Uzbekistán, 7 de agosto de 1969 - Fort Worth, Texas, 30 de junio de 2005), fue pianista de conciertos ruso de origen Uzbekistaní.

## Vida y estudios
Alekséi Sultanov nació en Taskent, capital de Uzbekistán. A los 3 años comenzó a recibir sus primeras lecciones musicales de la mano de sus padres, ambos profesores de música. Su padre fue violoncelista y su madre violinista. Con 6 años empezó a estudiar piano con Tamara Popovich, profesora de gran importancia y ayuda para Sultanov en el futuro.
Tiempo después comenzó a dar clases en el Conservatorio de Moscú varias veces al año, gracias a su profesora. Para ello tenía que desplazarse en tren desde Uzbekistán, acompañado por uno de sus padres, con el consiguiente gasto y sacrificio. En 1986, en plena adolescencia, salió de Taskent para estudiar en la Escuela de Música Central de Moscú, tras pasar las pruebas de admisión. Durante esta etapa su profesor fue Lev Naumov tanto en la Escuela Central, como en el Conservatorio Chaikovski, donde terminó sus estudios musicales.
Ese mismo año participó en el VIII Concurso Internacional Chaikovski en Moscú, haciendo una actuación soberbia, con tan solo 16 años.
A la edad de 19 años le llegó la fama internacional tras ganar el Octavo Concurso Internacional de Piano Van Cliburn en 1989. Aun siendo el concursante más joven de los 38 participantes, se destacó por la potencia que era capaz de generar. Después de ganar el Concurso Van Cliburn, Sultánov hizo apariciones en el “Tonight Show” con Johnny Carson y en el “Late Night” con David Letterman, después de lo cual recibió una llamada del maestro Vladimir Horowitz para una audición privada. Después de su victoria en el concurso Cliburn, Alekséi comenzó una gira de 200 conciertos, que se alargó por dos años más.
En octubre de 1995 Alekséi ganó el Segundo premio en el Concurso Internacional de Piano Frédéric Chopin en Varsovia, Polonia, ya que el primer puesto fue declarado desierto. Esto sumió a Sultanov en una gran decepción, que le llevó a no aceptar el premio. Crítica y público coincidían en que Alekséi merecía el primer premio, e incluso recibió el “Premio al Favorito del Público”.
Tras este episodio, en 1997 el pianista sufrió un derrame cerebral, aunque sin consecuencias para su vida personal y calendario de actuaciones.
Más tarde en 2001, en pleno auge de su carrera, por un mareo debido a una gripe, Sultánov sufre una caída y se golpea la cabeza. El golpe le provocó un hematoma subdural, paralizándole la mitad izquierda del cuerpo. Tras una intervención quirúrgica para retirarle un coágulo de sangre en su cerebro, volvió a tener otro derrame, esta vez con consecuencias aún más graves.
Alejado de toda vida pública y de los escenarios, Alekséi comenzó su recuperación. Poco a poco consiguió recuperar su capacidad para tocar con la mano derecha mientras su esposa Dace Abele hacía la parte de la mano izquierda. Juntos daban recitales en Colegios, Universidades, Institutos y otros, sin rendirse ante la adversidad.
Murió en Fort Worth, con 35 años. Se le rindió un homenaje especial el 6 de julio de 2005 en el auditorio del Museo de Arte Moderno de Fort Worth. Entre los más de 150 asistentes asistieron pianistas de renombre internacional como Van Cliburn, José Feghali y Alexander Korsantia.

## Personal
Durante el encuentro entre Sultánov y el gran Vladimir Horowitz, el joven le contó como había conocido a la que sería su esposa, Dace Abele. En 1986, cuando el gran maestro regresó a Moscú tras muchos años para tocar en la Sala Bolshói del Conservatorio, un grupo de jóvenes no tenían entradas para verlo, así que decidieron subir a la azotea de un edificio adyacente y saltar uno a uno al techo inclinado de la sala de conciertos con la esperanza de entrar. Una vez en la azotea del edificio, Dace resbaló y Alekséi estaba allí para cogerla. Ella, por supuesto, lo conocía, pero él a ella no. A partir de ese momento, los dos parecían destinados a estar juntos. El 31 de octubre de 1991, se casaron mediante ceremonia civil en Fort Worth, Texas.